# Prima comunione (film)
Prima comunione è un film del 1950 diretto da Alessandro Blasetti e interpretato da Aldo Fabrizi.
Il film, che tocca sia momenti ilari che amari, è caratterizzato dalla notevole interpretazione di Fabrizi, capace di passare con disinvoltura da momenti comici a drammatici; per l'interpretazione ricevette un Nastro d'argento quale migliore attore protagonista.
Prima comunione è stato poi inserito nella lista dei 100 film italiani da salvare. Viene considerato una delle migliori commedie del cinema italiano.

## Trama

Il regista Alessandro Blasetti sul set del film nel 1951

È Pasqua: la figlia di 8 anni del signor Carloni, proprietario di una ricca pasticceria vapoforno in via Parigi nel centro di Roma, deve fare la prima comunione; tuttavia, quando una mattina si sveglia, l'uomo scopre che l'abito non è ancora arrivato, e decide così di andare lui stesso a cercare dalla sarta a casa sua per ritirare il vestito, con la sua nuova automobile (che sa guidare a malapena).
Infatti durante il viaggio prima prende una multa, poi finalmente arriva a casa della sarta e ritira il vestito: però, non appena sistema molto minuziosamente l'abito da festa nell'auto, scopre che questa è guasta, e di conseguenza il ritorno a casa diventerà un'impresa, tra taxi soffiati con un fischio, autobus strapieni e liti con tutti. In particolare, dopo la più violenta di queste, Carloni lascia il vestito ad uno zoppo per poter avere le mani libere: comincia così una rissa al termine della quale lo zoppo si scopre sparito nel nulla.
Carloni cerca in tutti i modi di rintracciarlo, credendo che questi gli abbia rubato il vestito, ma è tutto inutile: così egli ritorna a casa 
e cerca di convincere il vicino, uno spazzino, a cedergli il vestito della figlia Adelina già pronta a fare la prima comunione, in cambio di ventimila lire, un suo vestito, scarpe e un uovo di Pasqua. Ma l'uomo al pianto della bambina non sa cedere e si reca alla funzione. Deluso rimprovera la moglie di non essere stata tempestiva e tenta di consolare la figlia disperata che vede la sua festa andare a monte.
Fortunatamente la bella vicina di casa, che Carloni ha sempre sognato di sedurre, offre un suo abito in tessuto del modello da prima comunione, che però sarebbe da adattare in una mezz'ora. Occorre quindi ancora del tempo, e a Carloni non resta che cercare di convincere il parroco a ritardare di un po' la cerimonia. Intanto lo attende un cliente scontento della sorpresa trovata in un dolce comprato nella sua pasticceria, accetta di ripagarlo a patto che l'uovo acquistato lo restituisca integro. Sulla via per scrupolo fa una lauta elemosina a un povero che non ha il resto. 
Finalmente raggiunge la chiesa per parlare all'arciprete che concede una dilazione di un quarto d'ora, ma rimprovera comunque Carloni accusandolo di non essere credente e di non vederlo mai a messa. Intanto arriva il cardinale e Carloni torna a casa. Ma il vestito non è ancora pronto, in più si strappa. Nella stanza dove la moglie si rifugia la rimprovera di non averlo mai ascoltato, di sperperare denaro, di non essere mai stata riconoscente, in pratica dopo vent'anni di non essere fatti l'uno per l'altra. La moglie che lo ascoltava in una crisi di pianto gli urla disperata di essere stanca di lui, di lei, di tutto e inaspettatamente lo schiaffeggia.
Quando tutto ormai sembra perduto arriva lo zoppo, che ha letto sull'etichetta dell'abito l'indirizzo della sarta che lo ha istruito. Tutto cambia: la moglie smette di odiare Carloni, che s'inginocchia chiedendole di perdonarlo, così come la figlioletta smette di piangere, e la famiglia si reca di corsa felice alla cerimonia di quel giorno di Pasqua.

## Produzione
La voce narrante del film è di Alberto Sordi.

### Riprese
Il luogo principale delle riprese, così come dell'ambientazione della vicenda, è Roma: in particolare, la chiesa dove viene finalmente celebrata la famosa "prima comunione" è l'antica chiesa dei Santi Domenico e Sisto; sono anche visibili nel film Piazza Bologna e Corso Trieste che nel film Aldo Fabrizi chiama via Parigi quando ordina al tassista di portarlo lì, dove sono il suo vapoforno e la sua abitazione. In realtà via Parigi è una strada che sarà aperta al traffico solo nel 1959.

## Distribuzione
Il film uscì nelle sale cinematografiche italiane il 29 settembre 1950, mentre in Francia dal 15 dicembre seguente.

## Accoglienza

### Incassi
Il film incassò soltanto in Italia, fino al 31 marzo 1959, esattamente 222.402.366 lire (con il prezzo del biglietto che ne valeva appena 25).

### Critica
Gianni Rondolino, per il Catalogo Bolaffi, nella stagione cinematografica 1945/1955, scrisse, a proposito del film:
Una storia esemplare alla maniera di Zavattini, autore del soggetto, con fatti e fattarelli della vita quotidiana che assumono carattere di simboli della nostra società, personaggi e macchiette che sintetizzano in pochi tratti taluni aspetti del nostro vivere in comune, fornisce la materia prima per un film che Blasetti ha condotto con grazia e leggerezza, stile bonario e ironia, ricordandosi di 4 passi tra le nuvole».
Il Morandini scrisse invece della commedia, apprezzandola molto:
Un vestito da prima comunione deve giungere in tempo a casa del commendator Carloni. Visto il grave ritardo, lo stesso Carloni va a prenderlo dalla sarta. Nel ritorno a casa una serie di imprevisti aggrava la situazione. Appello alla bontà e alla solidarietà in forma di satira dei vizi borghesi, è una commedia ad alta velocità e a coinvolgente ritmo di balletto!

## Riconoscimenti
- 1950 - Mostra d'arte cinematografica di Venezia
  - Premio speciale della giuria a Alessandro Blasetti[9]
- 1951 - Nastro d'argento
  - Regista del miglior film a Alessandro Blasetti
  - Migliore attore protagonista a Aldo Fabrizi
  - Migliore sceneggiatura a Cesare Zavattini e Alessandro Blasetti[7]

## Curiosità
- Prima comunione fu il primo film ad essere proiettato al cinema Valentino di Avezzano (negli immediati pressi del Palazzo Municipale e di Piazza Torlonia), inaugurandolo a tutti gli effetti. Era il pomeriggio di sabato 30 dicembre 1950.[10]